# Theodora Porphyrogenita
Theodora Porphyrogenita, född 981, död 31 augusti 1056, var regerande bysantinsk kejsarinna från den 11 januari 1055 till den 31 augusti 1056. Hon var Konstantin VIII:s dotter.

## Biografi
Theodora Porphyrogenita beskrivs som en kvinna med en stark och spartansk karaktär. Hon avvisade den presumtive arvtagaren, Romanus, som istället gifte sig med hennes syster Zoë 1028. Trots att hon bodde i tillbakadragenhet väckte hon Zoës svartsjuka och med konspiration som förevändning blev hon inspärrad i ett kloster. 
År 19 april 1042 ledde den folkliga rörelse som orsakade Mikael V:s avsättande från tronen även att Theodora sattes in som medregent tillsammans med systern. Efter två månader aktivt regerande lät hon sig ersättas av Zoës nye make Konstantin IX den 11 juni 1042. Då han dog 11 januari 1055, och trots att hon var i sjuttioårsåldern återupptog hon sina vilande rättigheter med vigör och grusade generalen Nicephorus Bryennius förhoppningar om att ersätta henne. Genom sitt bestämda ledarskap kontrollerade hon en oregerlig adel och hejdade åtskilliga missförhållanden; men hon fördärvade sitt rykte genom överdriven hårdhet mot sina privata fiender och olämpligt anställande av tjänare som rådgivare. 
Hon dog plötsligt den 31 augusti 1056. Då hon inte hade några barn och var den sista i sin dynasti, hade hon valt ut en av sina gunstlingar som tronföljare. Men Mikael VI, som inte var släkt med den dynasti som styrt det bysantinska riket under 189 år (867–1056), ansågs inte vara en rättmätig kejsare. Detta ledde till en serie av tronstrider mellan olika adelsfamiljer under perioden 1056 till 1081.